# 登喜路公司
登喜路（Alfred Dunhill, Ltd.）是一家英國奢侈品製造商，主要業務是定做男裝及皮革、飾品。該公司現為历峰集团的子公司。

## 历史
它由阿爾弗雷德·登喜路創立于1893年，最早以製作汽車飾品出名，也做過煙斗生意，1921年首次在美國紐約開店，後來逐漸擴大到世界其他地區。

## 贊助
高爾夫阿爾弗雷德登喜路林克斯錦標賽由該公司贊助。

## 外部連結
- 官方网站